# Tatoosh Range
Die Tatoosh Range ist ein Gebirgszug im Mount-Rainier-Nationalpark und der angrenzenden Tatoosh Wilderness im Bundesstaat Washington im pazifischen Nordwesten der Vereinigten Staaten. Das Gebirge verläuft ungefähr in Ost-West-Richtung, beginnend an dem im Südosten liegenden Moon Mountain und endet an dem im Westen liegenden Rainbow Mountain und dem Eagle Peak. Das Gebirge umfasst 25 prominente, namentlich beschriebene Gipfel. Die Gipfel haben eine durchschnittliche Höhe von 1.960 m, wobei der höchste, der Unicorn Peak, eine Höhe von 2.125 m erreicht. Besucher des Mount Rainier können die Bergkette von Paradise aus einsehen, das Gebiet ist bei Wanderern sehr beliebt.

## Geschichte

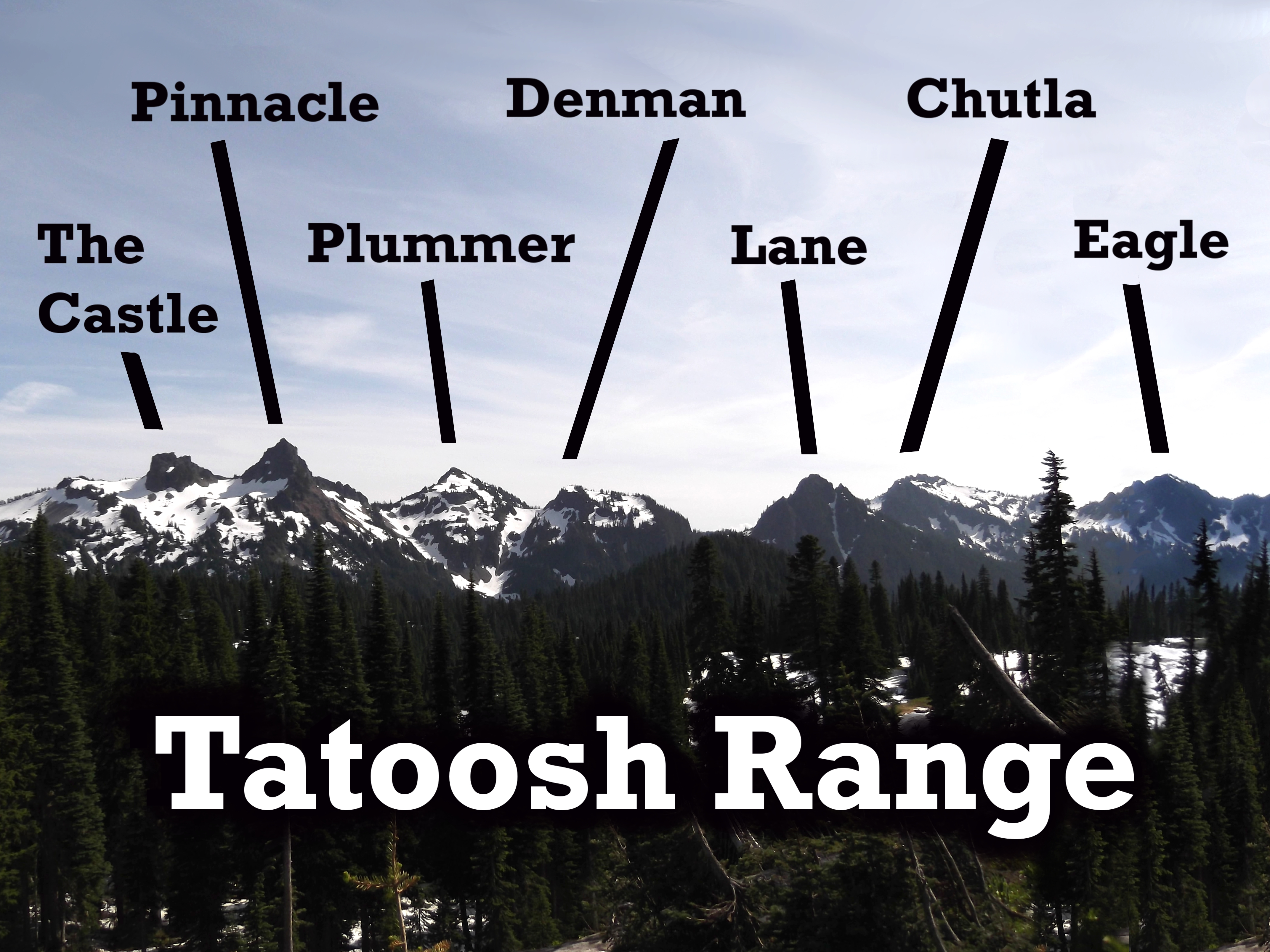
Einige der Gipfel, von Paradise aus gesehen.

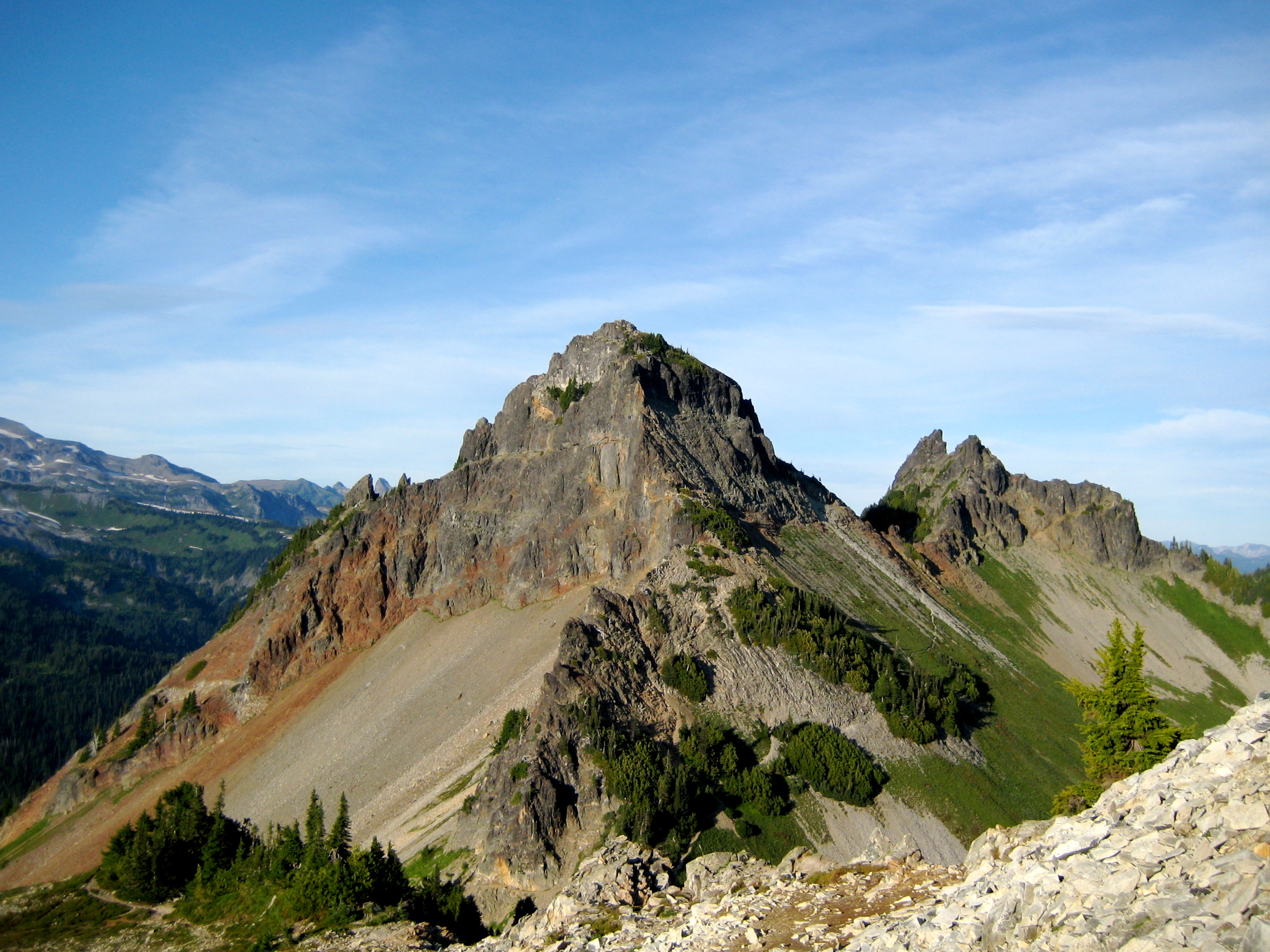
Pinnacle Peak und The Castle (rechts) mit Blick vom Plummer Peak

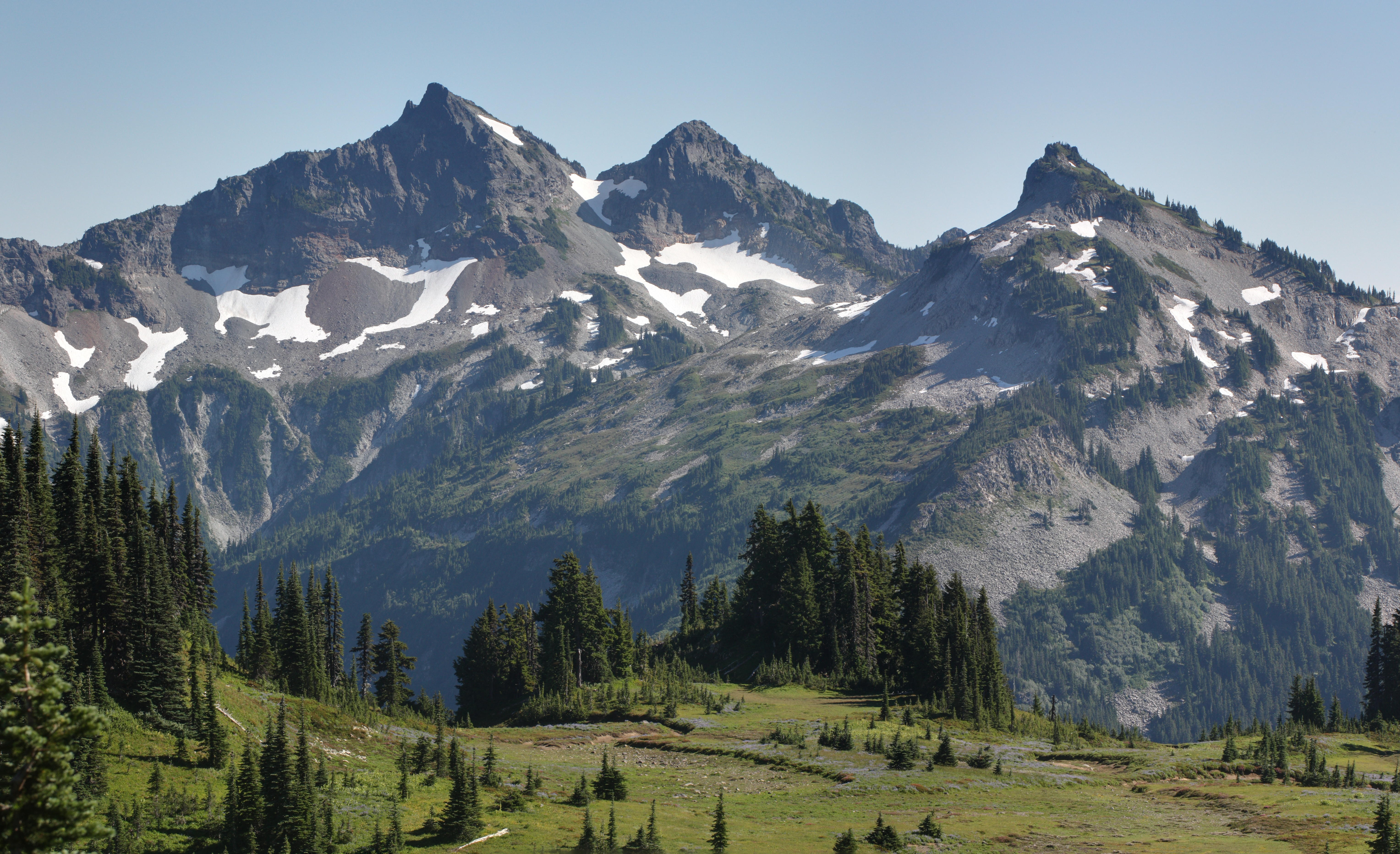
Unicorn Peak (links) und Manatee Mountain (rechts)

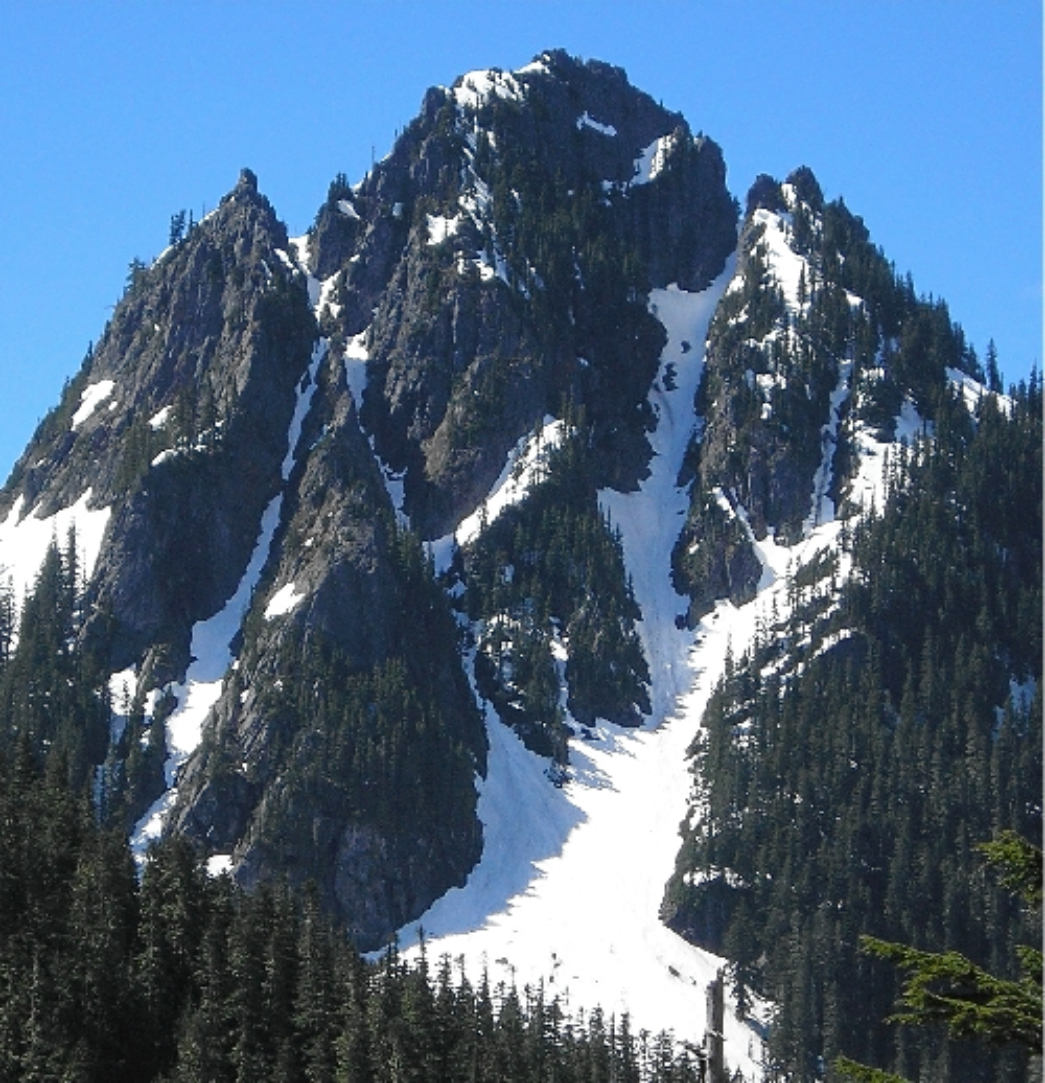
Lane Peak

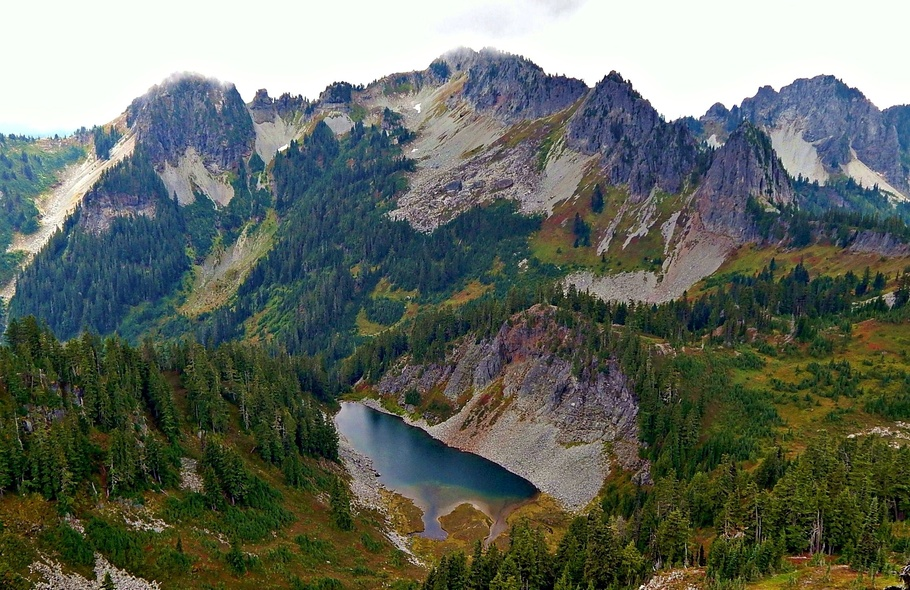
Wahpenayo Peak

Während einige der Gipfel, darunter der markante Unicorn Peak, nach ihrem Aussehen benannt sind, wurden andere zu Ehren namhafter Persönlichkeiten benannt. Der Lane Peak beispielsweise ehrt Franklin Knight Lane, ehemaliger Innenminister der Vereinigten Staaten.
Wie auch in anderen Gebirgsketten gab es in der Tatoosh Range eine Reihe tödlicher Unfälle. 1924 stürzte ein Bergführerassistent namens Paul Moser bei dem Versuch, den Unicorn Peak auf einer neuen Route zu besteigen, zu Tode. Im Jahr 2004 stürzte ein 16-Jähriger beim Wandern abseits des Eagle Peak Trails und starb. Unvorhersehbare oder extreme Wetterbedingungen können ebenfalls Probleme verursachen. Im Jahr 1946 verirrten sich zwei Parkangestellte bei starkem Nebel zwei Tage lang im Gebiet, als sich das Wetter besserte, konnten sie den Weg zurückfinden.
Im Jahr 1910 dokumentierte eine USGS-Mannschaft den ersten Gipfel der Bergkette. In den 1920er und 1930er Jahren ließen Farmer ihr Vieh regelmäßig entlang der Tatoosh Range weiden. 1937 wurde versucht, den Film Thin Ice vor Ort zu drehen, aber Schneestürme machten es unmöglich, so dass die Crew und die Schauspieler Tyrone Power und Sonja Henie nach Kalifornien zurückkehrten, um den Film in einem Studio zu drehen, während Regisseur Dave Butler und ein Kameramann zurückblieben, um Filmmaterial von der Tatoosh Range zu sammeln, das für die Hintergrundbilder verwendet werden sollte.

## Gipfel
Zu den Gipfeln in der Tatoosh Range gehören unter anderem:
- Unicorn Peak: 2125 m
- West Unicorn Peak: 2085 m
- Boundary Peak: 2067 m
- Stevens Peak: 2006 m
- Pinnacle Peak: 2000 m
- Foss Peak (Manatee Mountain): 1989 m
- The Castle: 1969 m
- Plummer Peak: 1942 m
- Tatoosh Peak: 1923 m
- Wahpenayo Peak: 1899 m
- Chutla Peak: 1835 m
- Lane Peak: 1832 m
- Denman Peak: 1831 m
- Butler Peak: 1804 m
- Eagle Peak: 1801 m
- Johnson Peak: 1789 m
- Moon Mountain: 1553 m
- Rainbow Mountain: 1484 m

## Freizeit

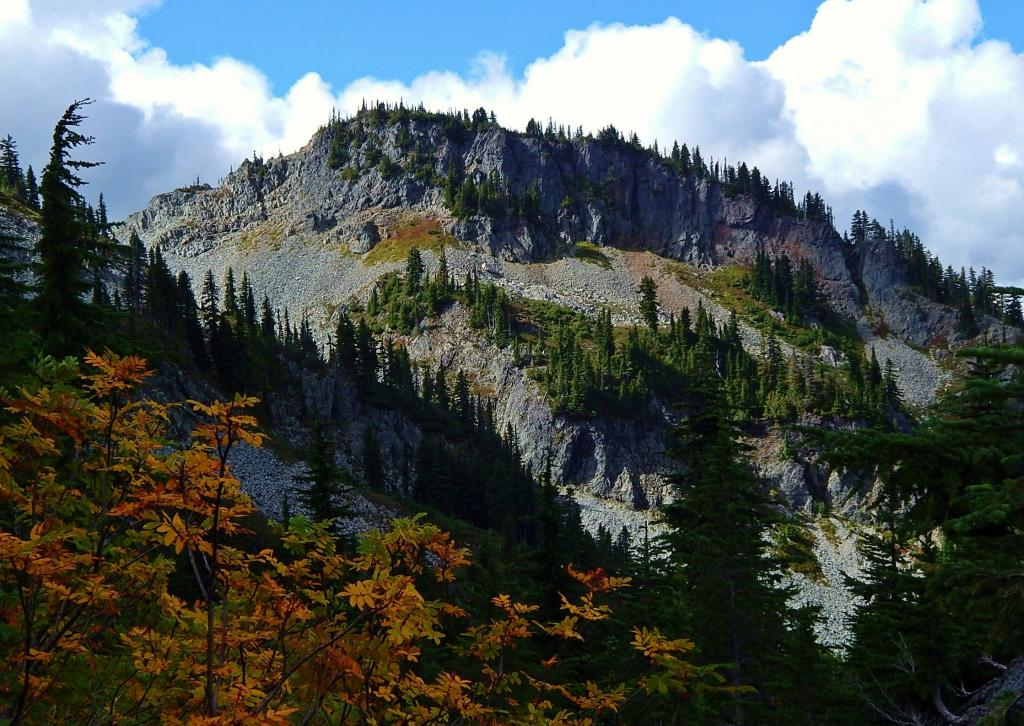
Denman Peak

Während des Sommers ist die Tatoosh Range eine beliebte Anlaufstelle für Wanderer. Vom Mount-Rainier-Nationalpark aus kann man das Gebirge vom Eagle Peak Trailhead, Pinnacle Peak Trailhead und Snow Lake Trailhead aus erreichen. Tatoosh Peak und Butter Peak liegen außerhalb des Nationalparks, können aber von der Tatoosh Wilderness Area aus erreicht werden. Einige Gipfel können durch Bergwandern erreicht werden, während andere nur auf alpinen Routen durch Klettern und Bergsteigen zu besteigen sind. Im Winter wird das Gebiet von Skifahrern und Schneeschuhläufern genutzt.